# Rostelecom Cup de 2015
Rostelecom Cup de 2015 (também conhecida como Cup of Russia) foi a vigésima edição da Rostelecom Cup, um evento anual de patinação artística no gelo organizado pela Federação de Patinação Artística da Rússia (em russo:  Федерация фигурного катания на коньках Росси), e que fez parte do Grand Prix de 2015–16. A competição foi disputada entre os dias 20 de novembro e 22 de novembro, na cidade de Moscou, Rússia.

## Eventos
- Individual masculino
- Individual feminino
- Duplas
- Dança no gelo

## Medalhistas
| Evento                        | Ouro                                    | Prata                                      | Bronze                                          |
| Individual masculino detalhes | Javier Fernández · Espanha              | Adian Pitkeev · Rússia                     | Ross Miner · Estados Unidos                     |
| Individual feminino detalhes  | Elena Radionova · Rússia                | Evgenia Medvedeva · Rússia                 | Adelina Sotnikova · Rússia                      |
| Duplas detalhes               | Ksenia Stolbova · Fedor Klimov · Rússia | Yuko Kavaguti · Alexander Smirnov · Rússia | Peng Cheng · Zhang Hao · China                  |
| Dança no gelo detalhes        | Kaitlyn Weaver · Andrew Poje · Canadá   | Anna Cappellini · Luca Lanotte · Itália    | Victoria Sinitsina · Nikita Katsalapov · Rússia |

## Resultados

### Individual masculino
| Pos.              | Nome             | Nacionalidade  | Pontos | PC         | PL          |
| ----------------- | ---------------- | -------------- | ------ | ---------- | ----------- |
| Medalha de ouro   | Javier Fernández | Espanha        | 271.43 | 86.99 (2)  | 184.44 (1)  |
| Medalha de prata  | Adian Pitkeev    | Rússia         | 250.47 | 87.54 (1)  | 162.93 (5)  |
| Medalha de bronze | Ross Miner       | Estados Unidos | 248.92 | 85.36 (3)  | 163.56 (4)  |
| 4                 | Adam Rippon      | Estados Unidos | 248.63 | 78.77 (6)  | 169.86 (2)  |
| 5                 | Mikhail Kolyada  | Rússia         | 247.97 | 79.64 (5)  | 168.33 (3)  |
| 6                 | Sergei Voronov   | Rússia         | 244.60 | 84.17 (4)  | 160.43 (7)  |
| 7                 | Nam Nguyen       | Canadá         | 231.67 | 70.78 (7)  | 160.89 (6)  |
| 8                 | Ivan Righini     | Itália         | 204.16 | 68.90 (9)  | 135.26 (8)  |
| 9                 | Takahiko Kozuka  | Japão          | 195.48 | 69.61 (8)  | 125.87 (9)  |
| 10                | Alexei Bychenko  | Israel         | 186.00 | 67.46 (10) | 118.54 (10) |
| WD                | Peter Liebers    | Alemanha       | —      | — (WD)     |             |

### Individual feminino
| Pos.              | Nome               | Nacionalidade  | Pontos | PC         | PL          |
| ----------------- | ------------------ | -------------- | ------ | ---------- | ----------- |
| Medalha de ouro   | Elena Radionova    | Rússia         | 211.32 | 71.79 (1)  | 139.53 (2)  |
| Medalha de prata  | Evgenia Medvedeva  | Rússia         | 206.76 | 67.03 (3)  | 139.73 (1)  |
| Medalha de bronze | Adelina Sotnikova  | Rússia         | 185.11 | 65.48 (4)  | 119.63 (3)  |
| 4                 | Polina Edmunds     | Estados Unidos | 183.20 | 65.29 (5)  | 117.91 (4)  |
| 5                 | Rika Hongo         | Japão          | 179.12 | 63.45 (6)  | 115.67 (5)  |
| 6                 | Alaine Chartrand   | Canadá         | 173.42 | 67.38 (2)  | 106.04 (7)  |
| 7                 | Roberta Rodeghiero | Itália         | 162.72 | 56.85 (7)  | 105.87 (8)  |
| 8                 | Yuka Nagai         | Japão          | 159.62 | 53.19 (9)  | 106.43 (6)  |
| 9                 | Joshi Helgesson    | Suécia         | 157.54 | 56.85 (8)  | 100.69 (10) |
| 10                | Riona Kato         | Japão          | 155.56 | 50.26 (10) | 105.30 (9)  |
| 11                | Hannah Miller      | Estados Unidos | 145.21 | 47.98 (11) | 97.23 (11)  |
| 12                | Daša Grm           | Eslovênia      | 137.56 | 44.72 (12) | 92.84 (12)  |

### Duplas
| Pos.              | Nome                                    | Nacionalidade  | Pontos | PC        | PL         |
| ----------------- | --------------------------------------- | -------------- | ------ | --------- | ---------- |
| Medalha de ouro   | Ksenia Stolbova / Fedor Klimov          | Rússia         | 214.70 | 75.45 (1) | 139.25 (1) |
| Medalha de prata  | Yuko Kavaguti / Alexander Smirnov       | Rússia         | 208.02 | 71.70 (2) | 136.32 (2) |
| Medalha de bronze | Peng Cheng / Zhang Hao                  | China          | 193.04 | 68.10 (3) | 124.94 (3) |
| 4                 | Tarah Kayne / Daniel O'Shea             | Estados Unidos | 181.23 | 58.78 (6) | 122.45 (4) |
| 5                 | Natalja Zabijako / Alexander Enbert     | Rússia         | 180.56 | 60.77 (5) | 119.79 (5) |
| 6                 | Valentina Marchei / Ondřej Hotárek      | Itália         | 178.19 | 62.43 (4) | 115.76 (6) |
| 7                 | Kirsten Moore-Towers / Michael Marinaro | Canadá         | 158.75 | 51.97 (7) | 106.78 (7) |
| 8                 | Hayleigh Bell / Rudi Swiegers           | Canadá         | 130.46 | 46.53 (8) | 83.93 (8)  |

### Dança no gelo
| Pos.              | Nome                                   | Nacionalidade | Pontos | PC        | PL         |
| ----------------- | -------------------------------------- | ------------- | ------ | --------- | ---------- |
| Medalha de ouro   | Kaitlyn Weaver / Andrew Poje           | Canadá        | 173.58 | 69.49 (1) | 104.09 (1) |
| Medalha de prata  | Anna Cappellini / Luca Lanotte         | Itália        | 171.61 | 67.82 (2) | 103.79 (2) |
| Medalha de bronze | Victoria Sinitsina / Nikita Katsalapov | Rússia        | 167.40 | 63.63 (3) | 103.77 (3) |
| 4                 | Charlène Guignard / Marco Fabbri       | Itália        | 153.54 | 60.58 (4) | 92.96 (5)  |
| 5                 | Elena Ilinykh / Ruslan Zhiganshin      | Rússia        | 153.01 | 54.46 (6) | 98.55 (4)  |
| 6                 | Rebeka Kim / Kirill Minov              | Coreia do Sul | 134.95 | 51.83 (7) | 83.12 (6)  |
| 7                 | Viktoria Kavaliova / Yurii Bieliaiev   | Bielorrússia  | 110.32 | 41.60 (8) | 68.72 (7)  |
| WD                | Ksenia Monko / Kirill Khaliavin        | Rússia        | —      | 59.03 (5) | — (WD)     |

## Quadro de medalhas
| Ordem | País           | Medalha de ouro | Medalha de prata | Medalha de bronze |    | Ordem por total |
| ----- | -------------- | --------------- | ---------------- | ----------------- | -- | --------------- |
| 1     | Rússia         | 2               | 3                | 2                 | 7  | 1               |
| 2     | Canadá         | 1               |                  |                   | 1  | 2               |
| 2     | Espanha        | 1               |                  |                   | 1  | 2               |
| 4     | Itália         |                 | 1                |                   | 1  | 2               |
| 5     | China          |                 |                  | 1                 | 1  | 2               |
| 5     | Estados Unidos |                 |                  | 1                 | 1  | 2               |
| TOTAL | TOTAL          | 4               | 4                | 4                 | 12 | —               |